# 이용규 (가수)
이용규(李勇揆, 독일어: Jerry Lobos Rhie 예리 로보스 리[*], 1954년 7월 16일 ~ 2021년 3월 3일)는 대한민국의 가수이다. 보컬 팝 음악 그룹 코리아나의 구성원이었다. 호(號)는 옥헌(沃櫶)·우롱(雨瀧)·부룡(釜龍).
경상남도 부산에서 출생하였고 경기도 인천에서 잠시 유아기를 보낸 적이 있는 그는 서울에서 성장하였으며 1962년 2월, 미8군 언더그라운드 라이브 클럽에서 보컬 음악 그룹 〈코리아나〉의 보컬리스트로 데뷔하여 가수 활약하였다.
CJ의 이재현 회장의 장남 이선호의 첫번째 부인이었던 이가 그의 딸 이라고 함. 지금은 그 딸이 이선호와 결혼한지 7개월만에 사망해서 고인이 된지 한참 되었음.

## 학력
- 1962년 서울숭덕국민학교 중퇴
- 1965년 중학교 졸업학력 검정고시 합격

## 이외 약력
- 새정치국민회의 문화예술행정특보위원 (1995년 12월~1996년 6월)
- 새천년민주당 문화예술행정특보위원 (2000년 10월~2001년 1월)
- 기독사랑실천당 문화예술행정특보위원 (2005년 11월~2006년 2월)
- 기독자유민주당 문화예술행정특보위원 (2014년 1월~2014년 3월)
- 기독당 문화예술행정특보위원 (2015년 1월~2015년 3월)

## 같이 보기
- 친형 이승규(李勝揆, 미국식 영어 이름은 탐 리(Tom Lee), 1950년 1월 19일(75세)(음력 1949년 10월 17일) 대한민국 서울 출생)